# The Amateur Sky Survey
The Amateur Sky Survey (TASS) ist eine lose Zusammenarbeit von Amateur-Astronomen und professionellen Astronomen unter der Leitung von Michael Richmond.

## Katalog
Der TASS tenxcat catalog ist ein Sternkatalog, der etwa 367.000 Sterne in der Nähe des Himmelsäquators umfasst. Der Katalog ist ein Ergebnis des The Amateur Sky Survey-Projektes (TASS). Er beruht technisch auf dem Kamerasystem Mark III von Ton Droege.
- Für die Sterne liegen je etwa 30 Messungen im V, I und R-Band vor.
- Seine astronomische Genauigkeit beträgt 1–2 arcsec.[4]